# Semaeopus perfusaria
Semaeopus perfusaria là một loài bướm đêm trong họ Geometridae.